# Chery
Chery Automobile Co. Ltd. (en mandarín: 奇瑞汽车, más conocida como Chery) es un fabricante de automóviles fundado en 1997 con sede en Wuhu, China. De propiedad estatal, la compañía SAIC Motor tiene un 20% de las acciones. Además es accionista y cofundadora de la marca chino-israelí QOROS, cuya producción de lujo se comercializa principalmente en Europa.
Chery utilizó tecnologías de otros fabricantes, algunas de ellas se obtuvieron bajo licencia y otras mediante ingeniería inversa. Esta práctica dio lugar a una demanda en 2003 presentada por General Motors alegando que Chery había copiado el diseño de uno de sus coches.

## Historia

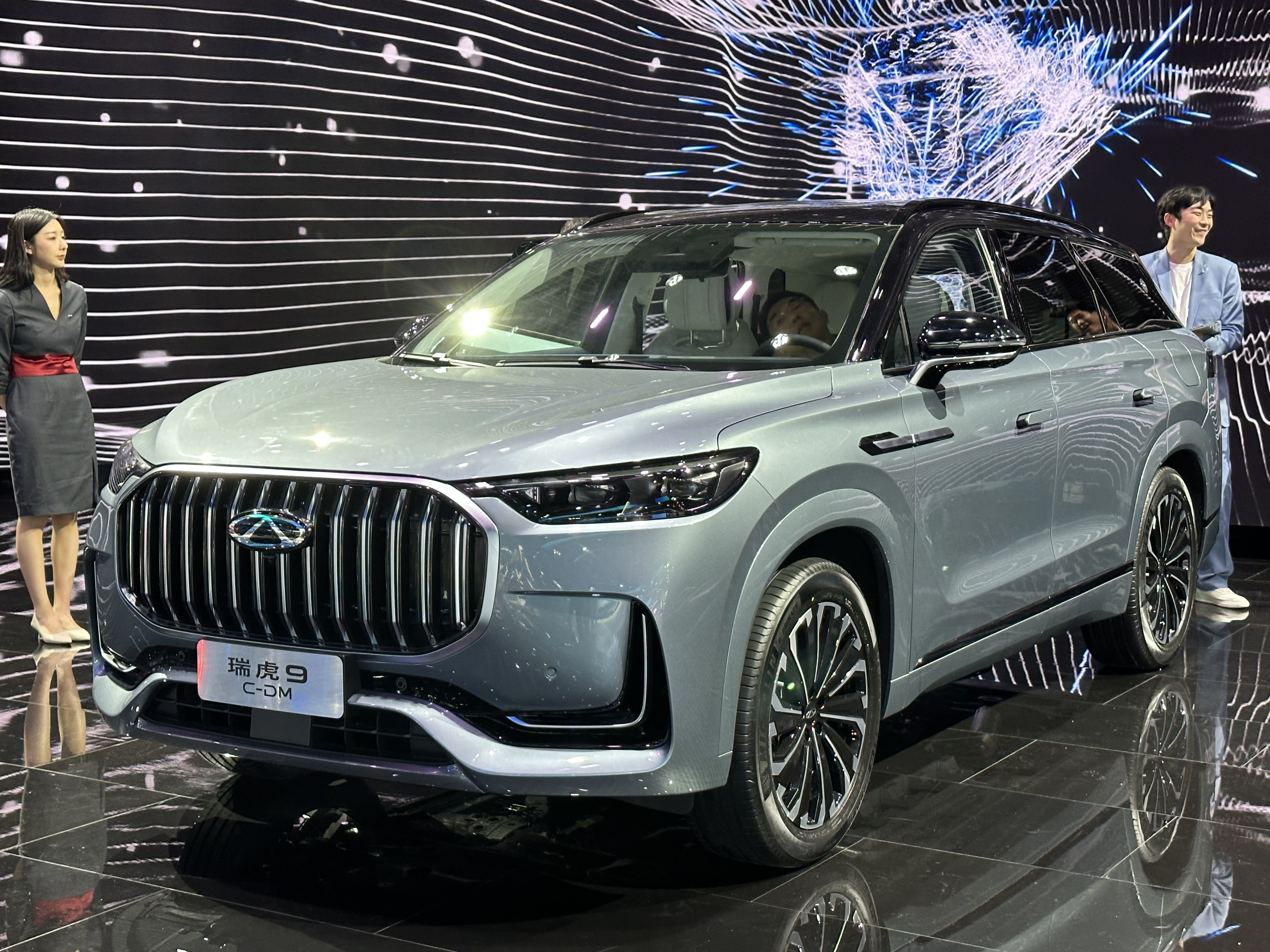
TIGGO 9

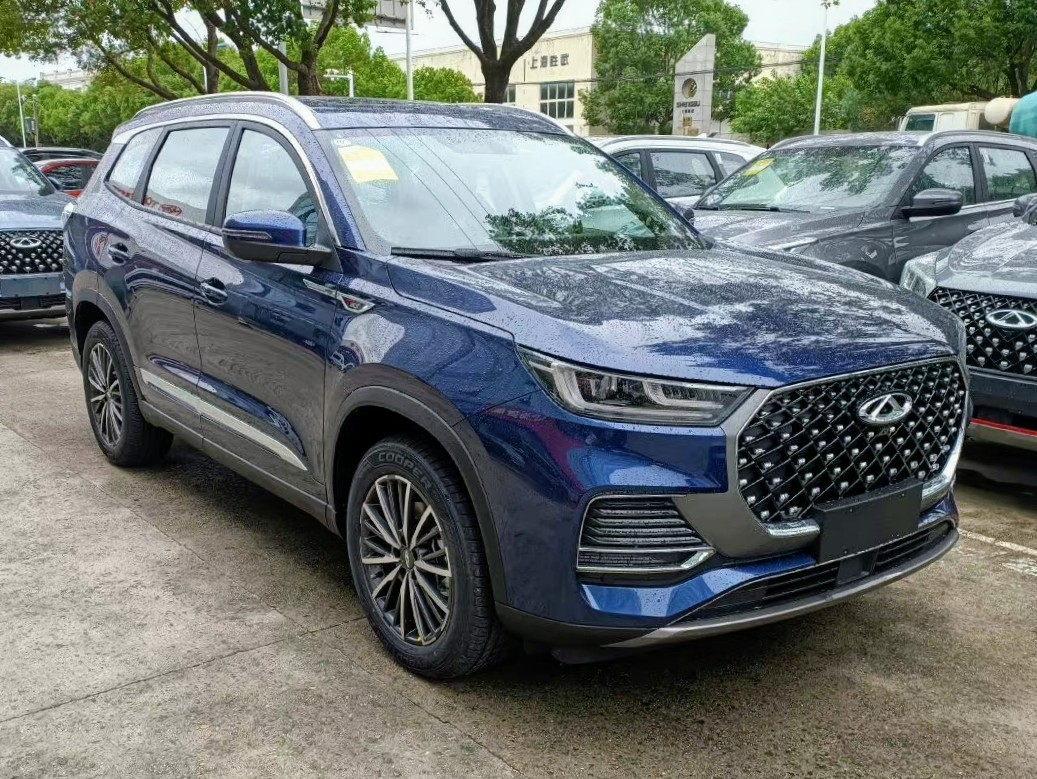
TIGGO 8 PRO / PLUS

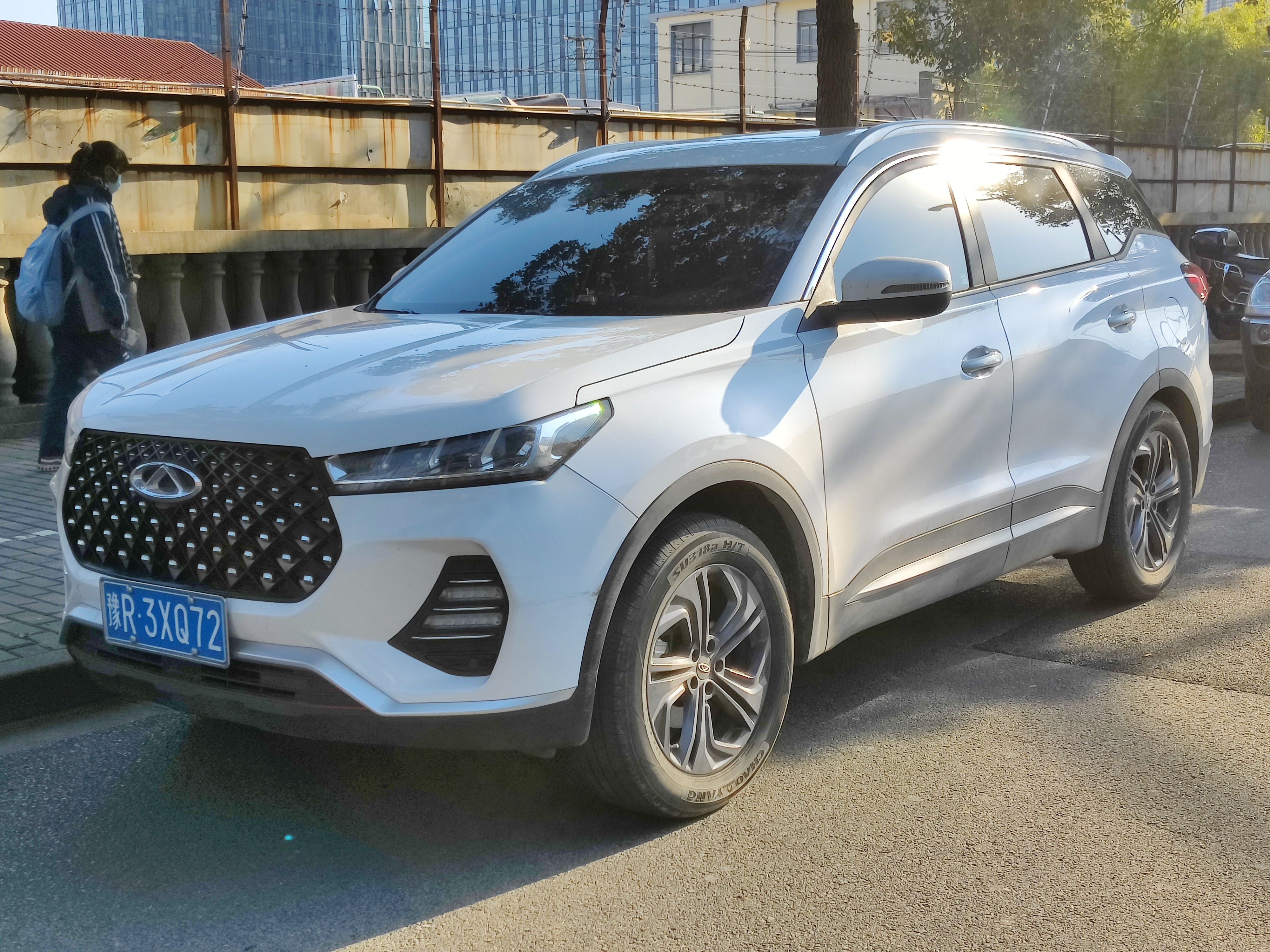
TIGGO 7 PRO

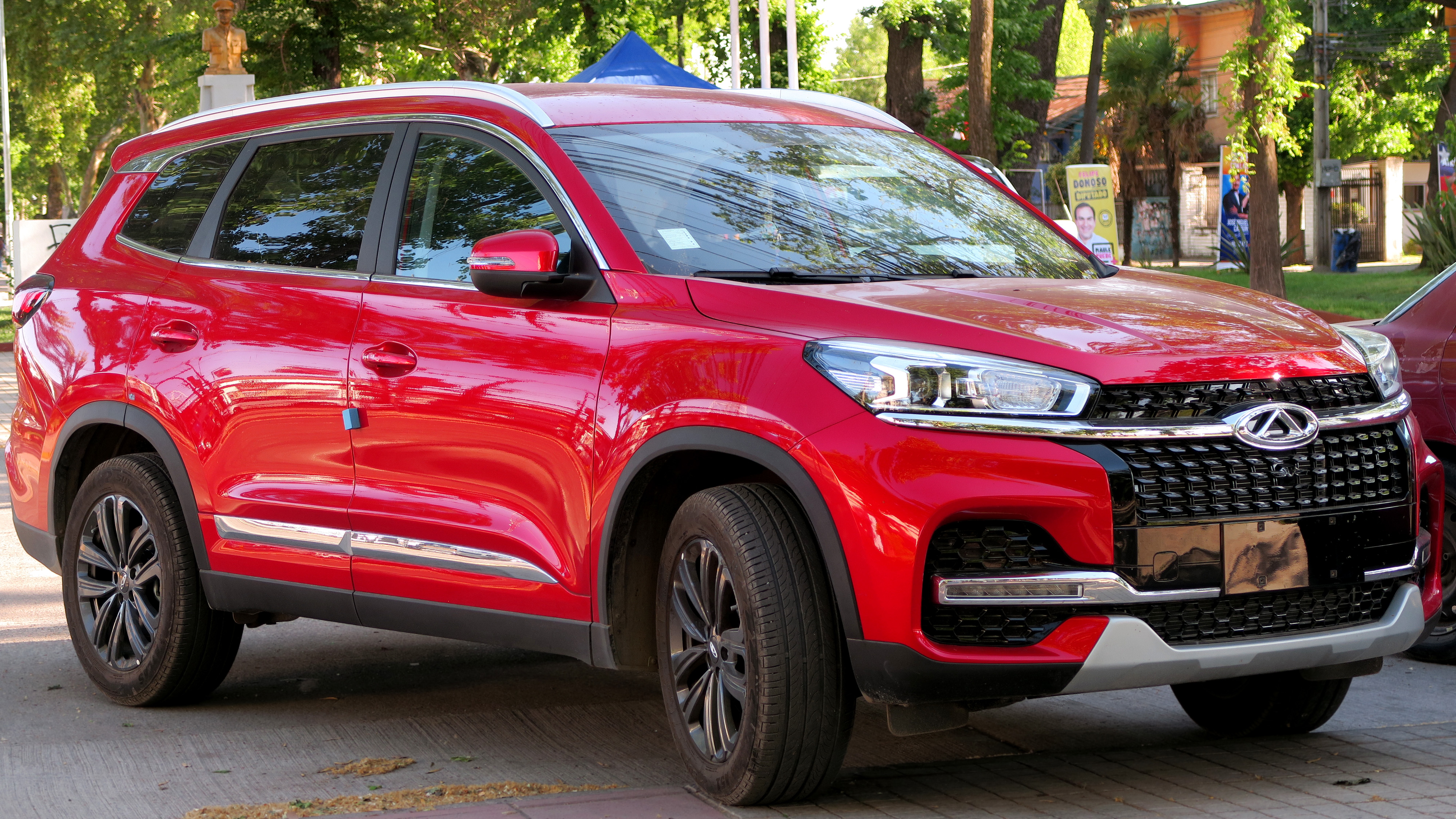
TIGGO 8

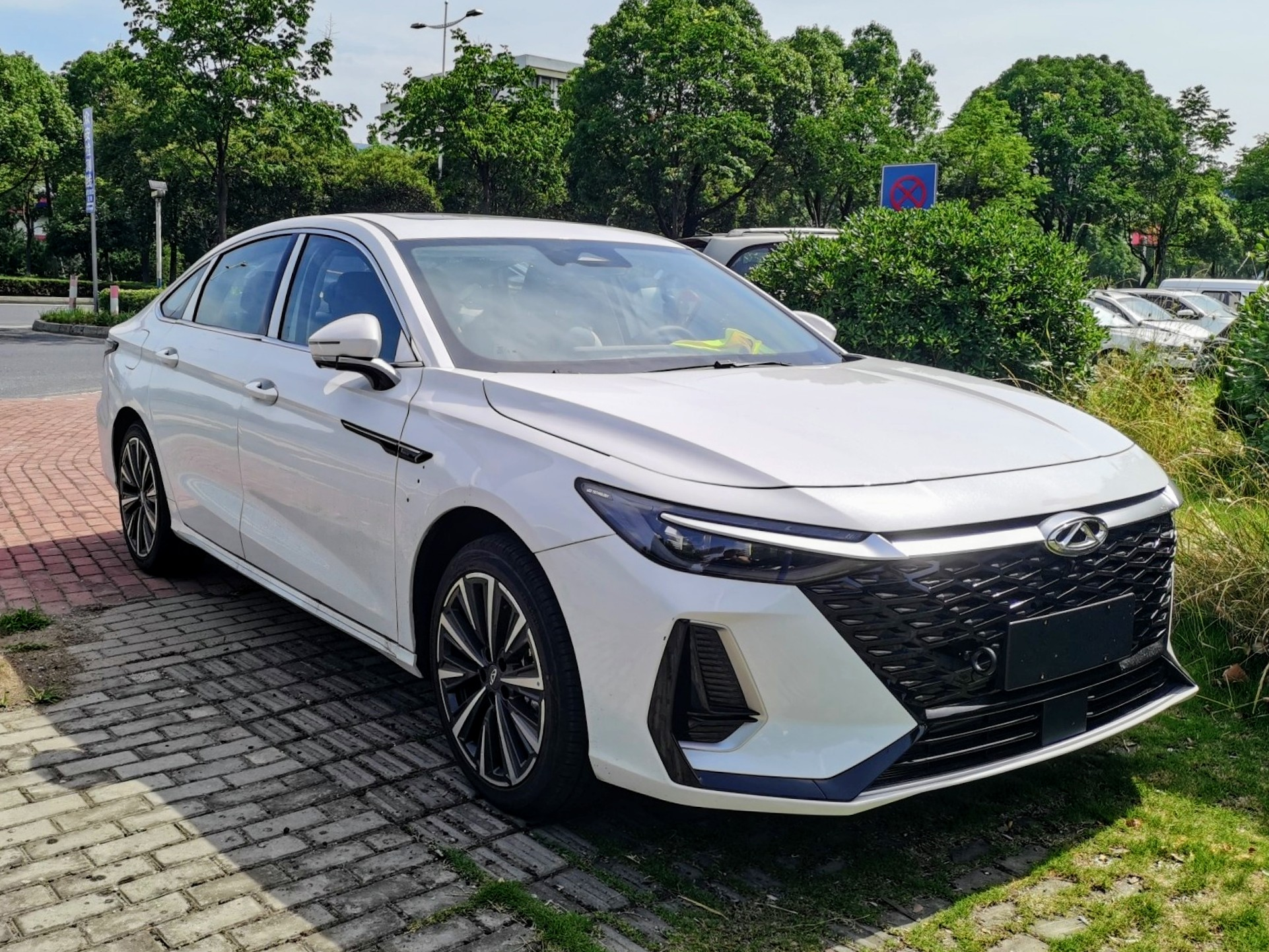
ARRIZO 8

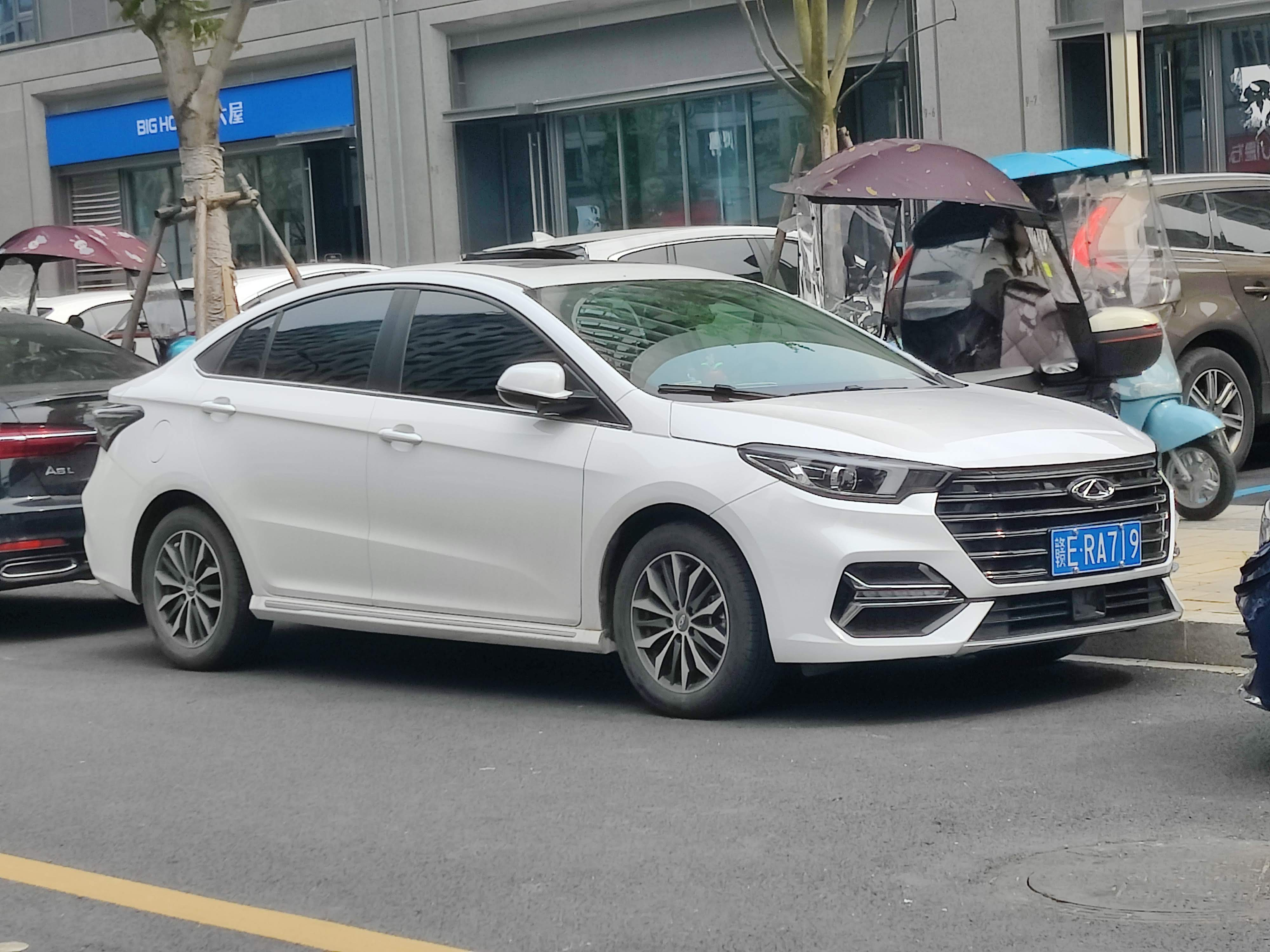
ARRIZO 5 PLUS / 6 PRO

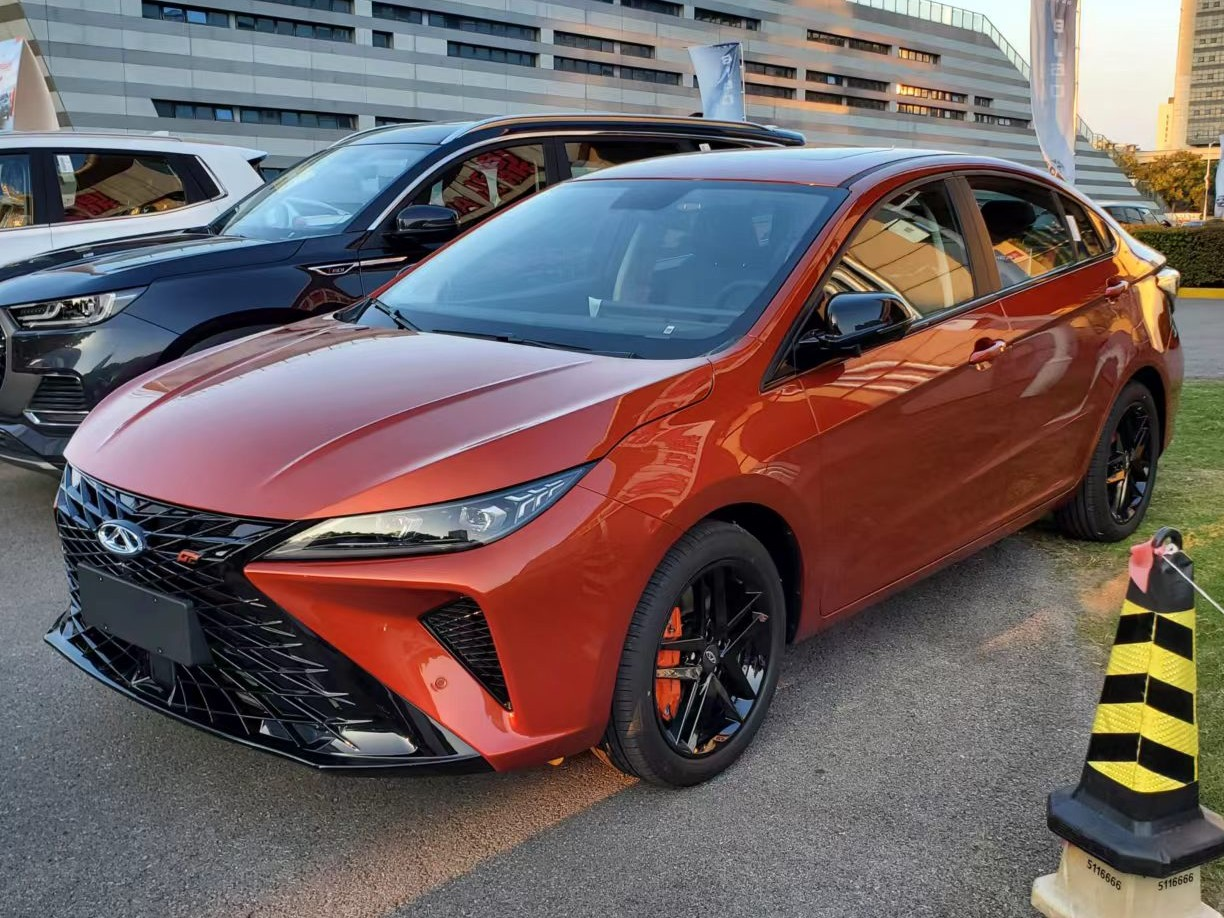
ARRIZO 5 GT

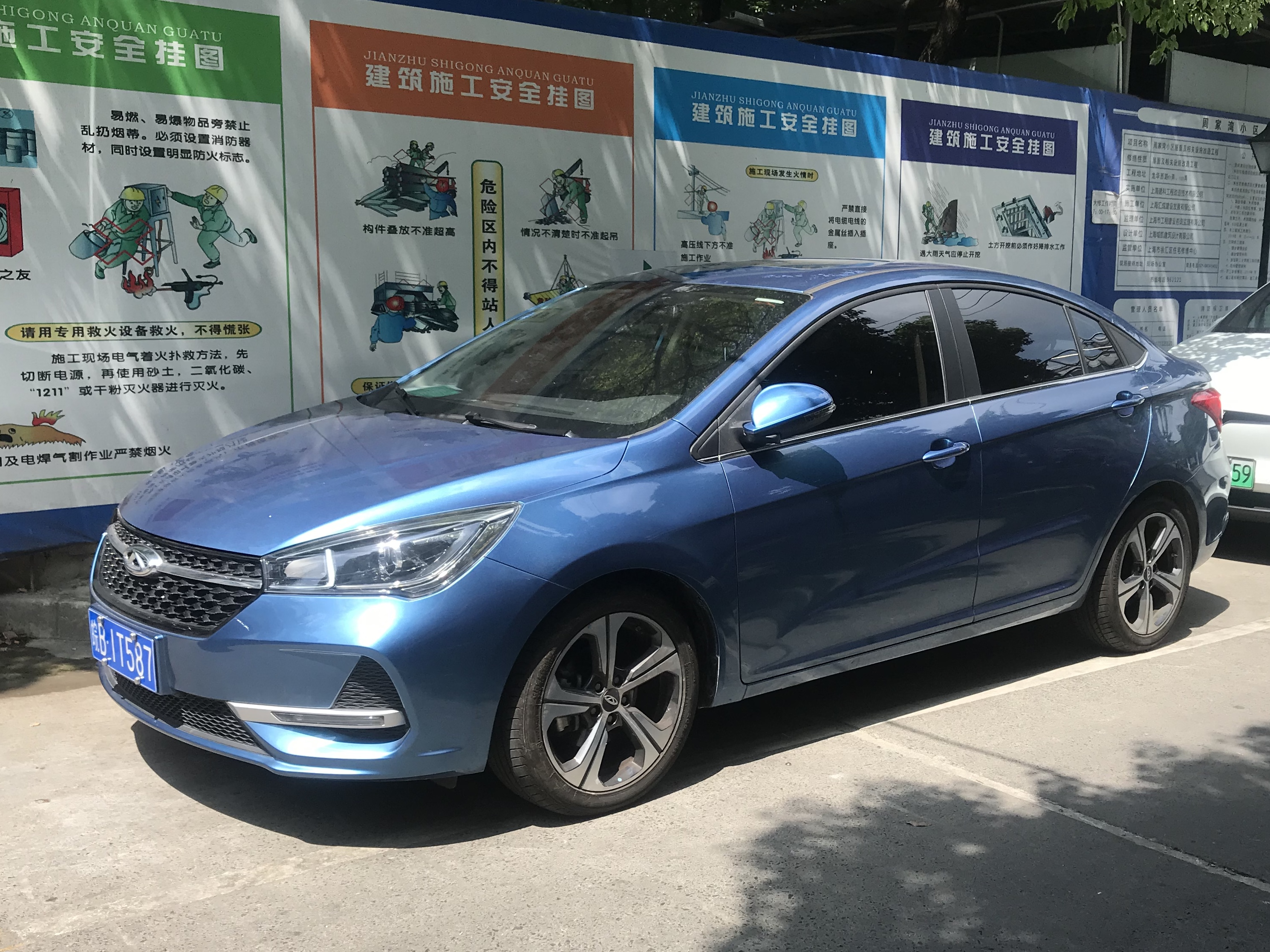
ARRIZO 5

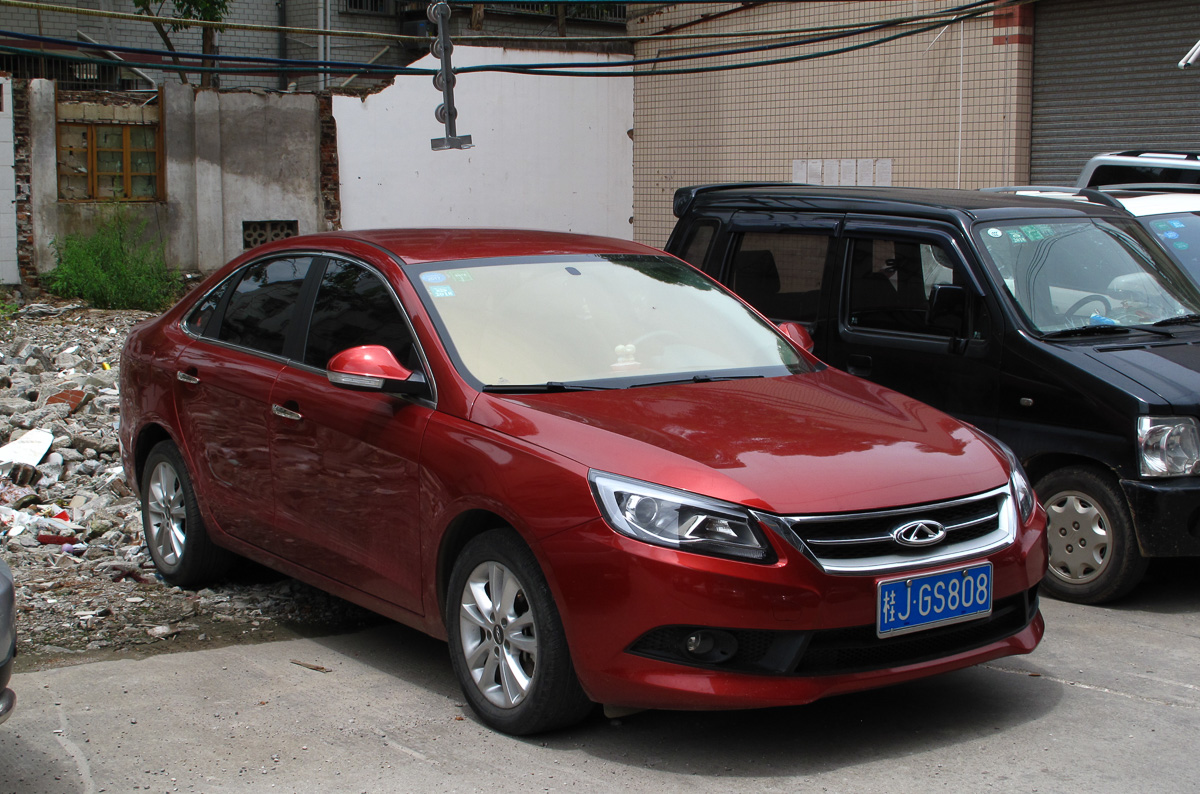
ARRIZO 7

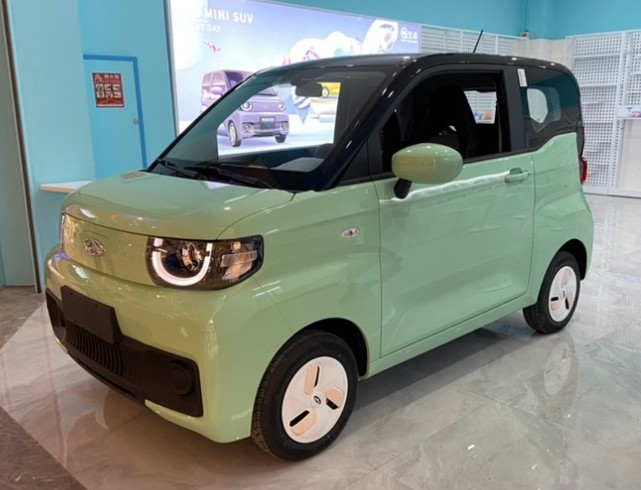
QQ ICE CREAM

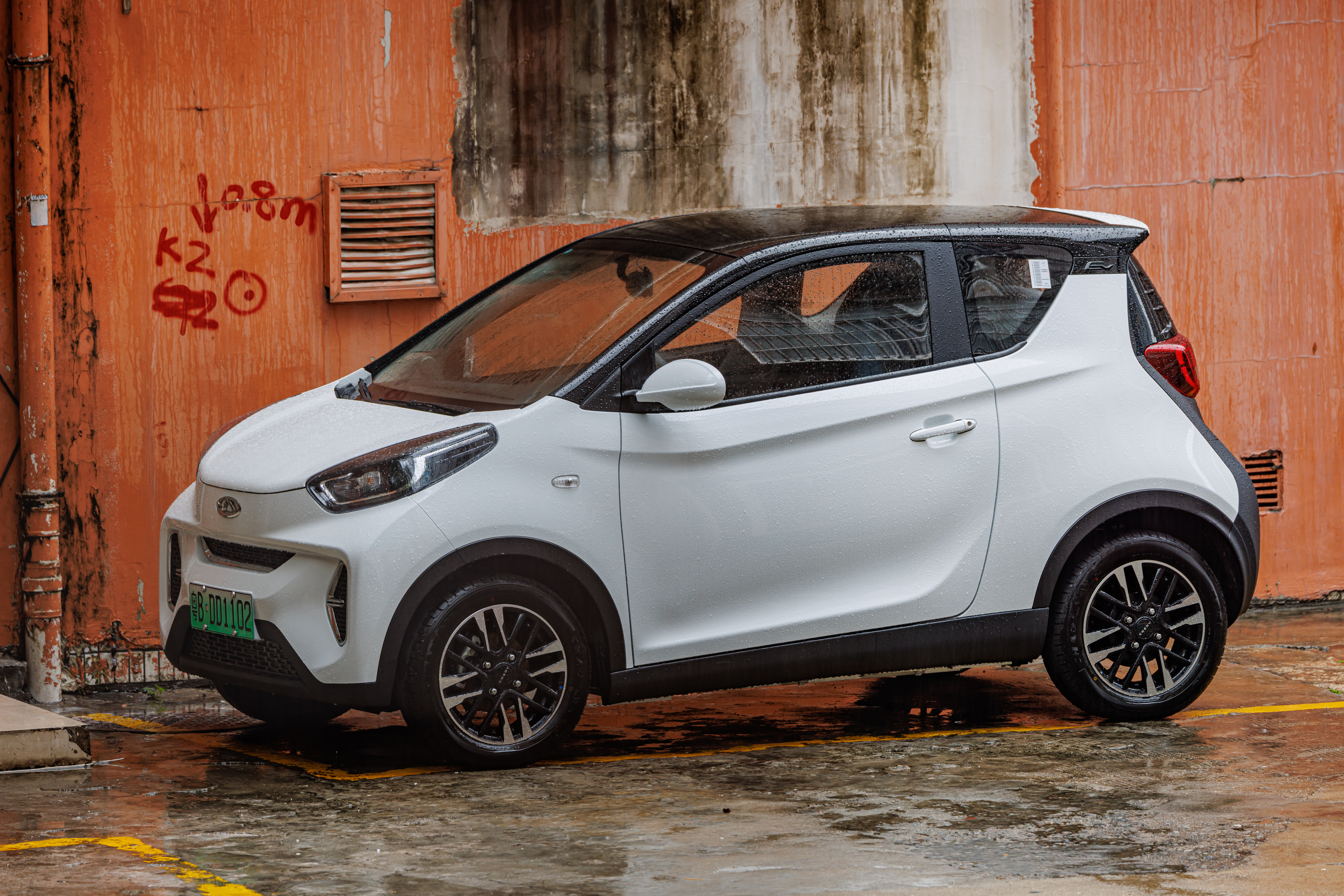
EQ1

Fundada en 1997 por cinco empresas de Anhui con un capital de 1752 billones de RMB, la construcción de la fábrica se inició el 18 de marzo de 1997 en Wuhu, China. Ese mismo año, el 18 de diciembre, sale el primer coche.
En diciembre de 2005, el presidente de CHERY Automobile Co., Ltd, Yin Tongyao, presidente de CNOOC, el presidente de COSCO y 7 otros presidentes y consejeros delegados recibieron el honor de ser "las diez personas más influyentes de la economía China en 2005" según la cadena de televisión china CCTV. Este premio goza de gran influencia y es considerado como el "Óscar de la economía China".
En 2007 fabricó 427 882 automóviles o 39.2% más, con respecto al año anterior. Ya en el año 2007 alcanzó el millón de vehículos producidos, ritmo que ha ido en crecimiento y que llegó a 356 000 automóviles producidos solamente en 2008.
En 2009 Chery produjo 508 500 unidades, aunque tenía capacidad para producir alrededor de 650 000 unidades. Del total, aproximadamente 400 000 unidades eran del tipo sedan. En 2010, Chery fue galardonado por la revista Fortune como "la compañía china más admirable" por 5 º año consecutivo. Fortune es la principal revista mundial de negocios. CHERY obtuvo el 8.º lugar del listado de las empresas más importantes de ese origen.
Este es uno de los premios de negocios más influyentes de Oriente, siendo considerado una forma muy efectiva para determinar la reputación de las marcas chinas a nivel local e internacional. Reconoce a empresas con logros sobresalientes en las áreas de habilidades de administración, imagen de marca, visión de mercado y prácticas innovadoras, a las que se suma el resultado financiero.
También durante el 2010, la marca inauguró el "Centro de Pruebas de Crash Test más grande de Asia" y el tercero más grande del mundo, con una superficie total de 300 000 m² (74,1 acres). El centro cuenta con instalaciones con tecnología puntera capaz de evaluar la seguridad y materiales de los más diversos vehículos. 
El centro además, cuenta con una pista de pruebas e instalaciones específicas para la prueba de repuestos y componentes. En su conjunto las nuevas instalaciones de CHERY Automobile realizan más de 1800 pruebas distintas en una treintena de aspectos de seguridad y durabilidad de los vehículos.[cita requerida]
El 2011 también fue exitoso para CHERY: sacó de su línea de producción en Wuhu el vehículo número 3,000,000, sus productos han sido récord de ventas en distintos mercados, encabezando por décimo año consecutivo, la lista de ventas entre las marcas del origen.[cita requerida] Hoy, el fabricante cuenta con el Centro de Prueba y Tecnología más grande de Asia, doce fábricas de producción fuera de sus fronteras –y otras cuatro en construcción-; y más de mil puntos de venta en el extranjero. En su proceso de internacionalización, CHERY ya está presente en más de 85 países, siendo el mayor exportador de vehículos del origen. 
En mayo de 2012, CHERY Motors celebró sus diez años en el extranjero con alrededor de 300 representantes de la marca en todo el mundo que se dieron cita en Pekín en una Conferencia de Negocios de CHERY.
La producción a nivel mundial de CHERY Motors ocupa hoy el puesto número 21 dentro de las marcas automotrices, con el objetivo claro de posicionarse en los 10 primeros de la lista para el año 2020.
En términos de investigación y desarrollo (I + D), solamente en 2011 el fabricante invirtió el 7% de su ingreso total en esta área, lo que se traduce en más de US$4 700 000 destinados a esos fines. CHERY ha exportado un total de 680 000 vehículos, cifra que lo convierte en el mayor exportador de automóviles chinos por noveno año consecutivo.[cita requerida]
CHERY actualmente envía sus productos a más de 85 mercados, cuenta con más de 1183 puntos de ventas y catorce plantas de producción y ensamblaje fuera de China, las cuales producen el 41% de las ventas totales de CHERY International.
En 2012, CHERY fue la automotora #1 en producción y venta en China, durante 11 años consecutivos, siendo la empresa top en exportación de vehículos de China por nueve años consecutivos. CHERY se ubica como la primera manufacturera de China en exportar sobre 600 000 unidades.
En 2024 es una de las compañías de este origen con mayor registro de exportación y tiene una fuerte presencia en Latinoamérica. Asimismo, ha logrado en 2024 baterías de estado sólido, con una densidad energética de 400 Wh (1,4 MJ)/kg; los modelos que incluyan estas baterías de estado sólido podrán disfrutar de una autonomía de hasta 1500 km (932 millas). También reportaba un plantilla de 48 000 empleados.

## En Europa
El fabricante Oriental Chery, comercializa desde 2022, sus gamas de vehículos eléctricos en mercados de Europa como Rusia, Alemania, Austria, Dinamarca o Países Bajos donde tienen gran aceptación dada su calidad de construcción y autonomía.
El fabricante oriental para expandir más su presencia en los mercados de la Unión Europea, el 11 de abril de 2024, el fabricante CHERY y Ebro EV - Motors, (EV acrónimo de Elèctric Vehicles), en presencia del representante del Departament d' industria de la Generalitat de Catalunya, anunciaron de manera conjunta, un memorando de acuerdo para la creación de una empresa conjunta para realizar el desarrollo y la fabricación completa de vehículos eléctricos, en las instalaciones fabriles propiedad de Ebro Motor Ibérica (planta donde se fabricaban los ex - Nissan Motor Ibérica), ubicadas en el Parc Logìstic de la zona franca de Barcelona, España.[cita requerida]
En estas instalaciones se fabricará totalmente y de manera inicial, la marca OMODA con el modelo C5, que pertenecen al segmento de lujo del fabricante CHERY. La producción inicial estimada será de unos 150 000 vehículos anuales.
La planta, la cual recibirá importantes inversiones para su actualización, posee grandes y beneficiosas cualidades como son la conexión directa a una extensa red capilar de comunicaciones terrestres y marítimas de primer orden; siendo estas de gran importancia para la exportación de vehículos a todo el mundo, en especial a todos los mercados de la Unión Europea donde la marca CHERY tiene prevista su expansión de manera total en un corto período.
Dicho memorando sería ratificado días después con la firma, del 21 de abril de 2024.[cita requerida]

## En Sudamérica
Chile: CHERY es comercializada -principalmente- a través del grupo automotriz Astara (anteriormente conocido como SkBergé), un grupo presente en la industria automotriz chilena desde 1986. La fisonomía actual del grupo SKBergé surge en el año 2000 de la unión Sigdo Koppers y el grupo español Bergé, para participar del negocio de representación, comercialización y distribución de automóviles en Hispanoamérica.
Hasta la fecha, SKBergé ha vendido un total de 500 000 automóviles entre sus marcas, siendo uno de los principales grupos importadores del mercado chileno y uno de los actores relevantes del mercado automotor iberoamericano. 
Chile destacada en este sentido en la venta de la Marca CHERY: durante 2007, en 24 días de presencia en el mercado nacional, CHERY comercializó sus primeras 100 unidades. En 2011, con cuatro años en Chile, CHERY es la decimoséptima marca de automóviles por ventas, y cuenta con unos trece mil clientes. 
En 2012, el CHERY IQ vende un millón de unidades en el mundo. Este coche urbano es el más vendido del fabricante en su historia. Debutó en el mercado en 2003 y hoy cuenta con más de diez versiones, dos de las cuales están presentes en el mercado chileno.
Desde septiembre de 2012, la marca se transforma en el vehículo oficial de la Selección Chilena de Fútbol. La marca selló un importante patrocinio con la Asociación Nacional de Fútbol Profesional, transformándose en el Automóvil Oficial hasta fines de 2014. Bajo el eslogan “No cualquiera es hincha de La Roja”, la marca hizo  una fuerte campaña publicitaria tanto en los medios locales como en "redes sociales", como primer paso de esta asociación entre CHERY y la Selección chilena.
Uruguay: Desde fines de 2007, el Tiggo se ensambla en la fábrica de Oferol, ubicada en Paso Carrasco, Canelones, Uruguay. El proyecto es un acuerdo entre CHERY y el Grupo Socma, cuyo objetivo es vender el modelo en el Mercosur en el mediano plazo. Para poder exportar el Tiggo a Argentina y Brasil sin aranceles, la producción deberá adaptarse a los acuerdos automotrices entre Uruguay y dichos países. 
En el año 2009 comenzó con producción del modelo CHERY A1 o FACE el cual es un vehículo compacto del segmento A. En el año 2010 CHERY-Socma presentó un proyecto para triplicar la producción de vehículos en la planta de Oferol, llevando la producción de 6000 vehículos al año a cerca de 20.000 unidades al año a corto/medio plazo y luego incrementar la capacidad de producción de la planta a 40 000 unidades anuales a largo plazo.
La producción fue suspendida el 19 de marzo de 2015, debido a la situación de las exportaciones realizadas por la empresa.

## Gama de modelos
- ARRIZO3
- ARRIZO7
- ARRIZO5
- ARRIZO5 PLUS/PRO
- ARRIZO5 SPORT
- ARRIZO5 GT
- ARRIZO 6
- ARRIZO 6 PRO
- ARRIZO8
- TIGGO2
- TIGGO2 PRO
- TIGGO3
- TIGGO4
- TIGGO4 PRO
- TIGGO7
- TIGGO7 PRO
- TIGGO8
- TIGGO8 PLUS/PRO
- TIGGO8 PRO MAX
- TIGGO 9

## Controversias
En junio de 2003, el fabricante estadounidense General Motors demandó a Chery acusándole de copiar la primera generación del Daewoo Matiz (desarrollado por una filial de GM, GM Daewoo) en su diseño para el Chery QQ. General Motors también alegó que se utilizó un Matiz camuflado en una prueba de choque en lugar del coche Chery.
Los ejecutivos de GM afirmaron que había duplicación de diseño con muchas piezas intercambiables entre el QQ y el Matiz, y el Grupo GM China declaró que los dos vehículos «compartían una estructura de carrocería, un diseño exterior, un diseño interior y componentes clave notablemente idénticos».
Aunque algunos coches de Chery no son copias, como el A3 diseñado por Pininfarina, el QQ puede no ser el único modelo de Chery que lleva diseños de nombres famosos; el Chery Tiggo es criticado por parecerse a la segunda generación del Toyota RAV4. Otros modelos que utilizan la tecnología del Matiz que se encuentra en el QQ incluyen el QQ6, estrechamente relacionado. El Eastar y sus derivados (V4, B12 y B22) también han sido considerados copias del Daewoo Magnus.
Después de que fracasaran los intentos de mediación, la entonces GM Daewoo (ahora conocida como GM Korea) presentó una demanda contra Chery en un tribunal de Shanghai, pero en 2005 la jurisdicción se había trasladado al Tribunal Popular Intermedio nº 1 de Beijing. Por aquel entonces, funcionarios estatales chinos, entre ellos un viceministro de comercio y un vicedirector de la Oficina Estatal de Propiedad Intelectual, apoyaron públicamente a Chery. La Oficina Estatal de la Propiedad Intelectual ha afirmado que GM no patentó correctamente su tecnología. A finales de 2005 se resolvió con una avenencia.